# 黔中道 (中華民国)
黔中道（けんちゅう-どう）は中華民国北京政府により設置された貴州省の道。

## 沿革
1913年（民国2年）に設置。観察使は貴陽県に置かれ、下部に貴陽、息烽、修文、竜里、貴定、紫江、定番、大塘、広順、長寨、羅斛、平越、甕安、湄潭、余慶、遵義、綏陽、桐梓、仁懐、正安、都勻、平舟、炉山、茘波、麻哈、独山、三合、八寨、都江、丹江の30県を管轄した。1914年（民国3年）5月に観察使は道尹と改められた。1915年（民国4年）に鰼水県が新設された。1920年（民国9年）12月に廃止されている。

## 行政区画
廃止直前の下部行政区画は下記の通り。（50音順）
- 甕安県
- 貴定県
- 貴陽県
- 広順県
- 三合県
- 紫江県
- 鰼水県
- 修文県
- 遵義県
- 仁懐県
- 綏陽県
- 正安県
- 息烽県
- 大塘県
- 丹江県
- 長寨県
- 定番県
- 桐梓県
- 都勻県
- 都江県
- 独山県
- 八寨県
- 湄潭県
- 平越県
- 平舟県
- 麻哈県
- 余慶県
- 羅斛県
- 竜里県
- 茘波県
- 炉山県